# Charles-François Phelippes
Charles-François Phelippes, né le 4 avril 1790 à Paris où il est mort le 24 octobre 1867, est un peintre français.

## Biographie
Charles-François Phelippes est le fils de Charles Phelippes, employé, et Jeanne Genette.
Élève de David, il expose au Salon de 1833 à 1853.
En 1820, il épouse Marie Marguerite Joséphine Cheron.
Il meurt à son domicile de la Cité Véron, à l'âge de 77 ans. Il est inhumé le 25 octobre 1867 au cimetière de Montmartre.

## Œuvres conservées dans les collections publiques

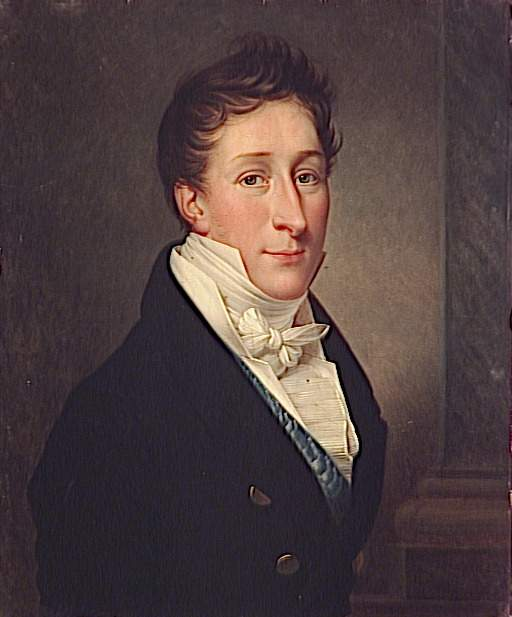
Louis-Charles d'Orléans.

- Paris, Bibliothèque-Musée de la Comédie-Française :
  - Mademoiselle Raucourt[4]
  - Molière[5]
  - Pierre Corneille[6]
- Versailles, musée national du château de Versailles et des Trianons : Louis-Charles d'Orléans comte de Beaujolais (1779-1808)

## Œuvres exposées aux Salons parisiens
- Portrait de Mlle M., au Salon de 1833
- Portrait de M. le docteur Halma-Grand, au Salon de 1833
- Portrait de l’auteur, au Salon de 1833
- Portrait de Mme P., au Salon de 1833
- Portrait de M. Beauvarlet-Charpentier, organiste, au Salon de 1834
- Une sœur de charité en prière, au Salon de 1834
- Portrait de Mme H. G., au Salon de 1834
- Portrait de M. Pradier, membre de l'Institut, au Salon de 1835
- Portrait de Mme E. F., au Salon de 1835
- Portrait de M. le chevalier S., sous-intendant militaire, au Salon de 1835
- Portraits, au Salon de 1836
- Portrait en pied] de Mme F., au Salon de 1837
- Portrait de Mlle L. N., au Salon de 1837
- Portrait en pied de la fille de l'auteur, au Salon de 1837
- Portrait de Mme P., au Salon de 1838
- Petite fille étudiant sa leçon, au Salon de 1838
- Portrait de M. B., membre de l’Institut, au Salon de 1839
- Portrait de M. P. B., au Salon de 1839
- Portrait de M. E. de S.-J., sous-intendant militaire, au Salon de 1839
- Portrait de M. L., sous-intendant militaire, au Salon de 1840
- Portrait de Mlle Léonie P., au Salon de 1840
- Portrait de Mlle M. R., au Salon de 1842
- Portrait de M. L. R., au Salon de 1842
- Portrait de M. le général d'artillerie Tugnot de Lanoye, au Salon de 1842
- Portraits en pied des petites filles de M. C., au Salon de 1842
- Portrait de Mme T. de L., au Salon de 1843
- Portrait de M. D. L., au Salon de 1844
- Portrait de M. Panseron, au Salon de 1844
- Portrait en pied du fils de M. D., au Salon de 1844
- Jeune fille en pied, au Salon de 1845, étude
- Jeune paysanne portant des œufs, au Salon de 1850
- Saint François de Paule, fondateur de l’ordre des Minimes, né en 1416, mort à l’âge de 91 ans, au Salon de 1853

## Distinction
- Chevalier de la Légion d'honneur